# Alan Hopes
Pour les articles homonymes, voir Hopes.
Alan Hopes (né le 14 mars 1944 à Oxford) est un ecclésiastique anglais, évêque catholique d'Est Anglie de 2013 à 2022.

## Biographie
Né dans un milieu anglican, Alan Hopes se destine à la prêtrise au sein de l'Église d'Angleterre et étudie la théologie au King's College de Londres. Il est ordonné prêtre anglican en 1968 et exerce son ministère au sein de l’Église d'Angleterre jusqu'à sa conversion au catholicisme en 1994.
Il reçoit l'ordination sacerdotale au sein de l'église catholique le 4 décembre 1995 pour le diocèse de Westminster. Il est d'abord vicaire à Kensington avant de prendre en charge une paroisse de Chelsea. En 2001, il est nommé vicaire général de l'archidiocèse de Westminster.
Jean-Paul II le nomme évêque titulaire de Cuncaestre (de) et évêque auxiliaire de archidiocèse de Westminster le 4 janvier 2003. Il reçoit l'ordination épiscopale des mains du cardinal Cormac Murphy-O'Connor le 24 janvier suivant. Au sein du diocèse, il est notamment responsable des questions relatives au clergé et à la vie consacrée.
Alan Hopes est associé aux travaux de mise en œuvre de la constitution apostolique Anglicanorum Coetibus, visant à créer des structures d'accueil de groupes d'anglicans convertis au catholicisme. Dans ce cadre, le 1er janvier 2011, il reçoit dans l'Église catholique trois anciens évêques anglicans : Keith Newton, John Broadhurst et Andrew Burnham et leur confère le sacrement de confirmation dans la cathédrale de Westminster, première étape de la création de l'ordinariat personnel de Notre-Dame de Walsingham.
Le 11 juin 2013, le pape François le nomme évêque du diocèse d'Est Anglie ; la cérémonie d'installation a lieu le 16 juillet suivant.